# (1664) Felix
(1664) Felix – planetoida z pasa głównego asteroid okrążająca Słońce w ciągu 3 lat i 21 dni w średniej odległości 2,34 au. Została odkryta 4 lutego 1929 w Observatoire Royal de Belgique w Uccle przez Eugène’a Delporte. Nazwa planetoidy pochodzi od Felixa Timmermansa (1886–1947), flamandzkiego pisarza i malarza. Przed nadaniem nazwy planetoida nosiła oznaczenie tymczasowe (1664) 1929 CD.